# Verknobelung

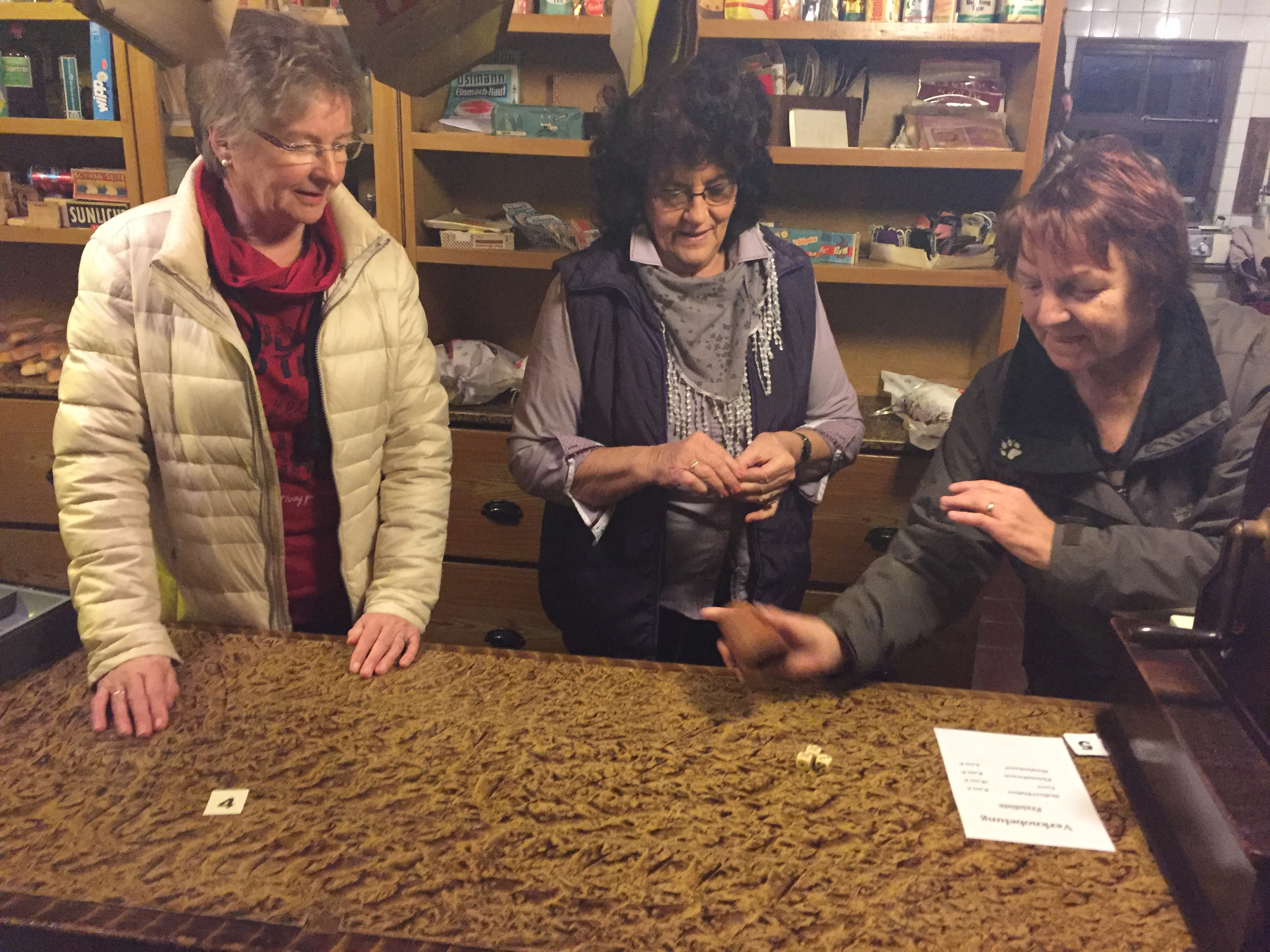
Verknobelung im Dörpmuseum Münkeboe.

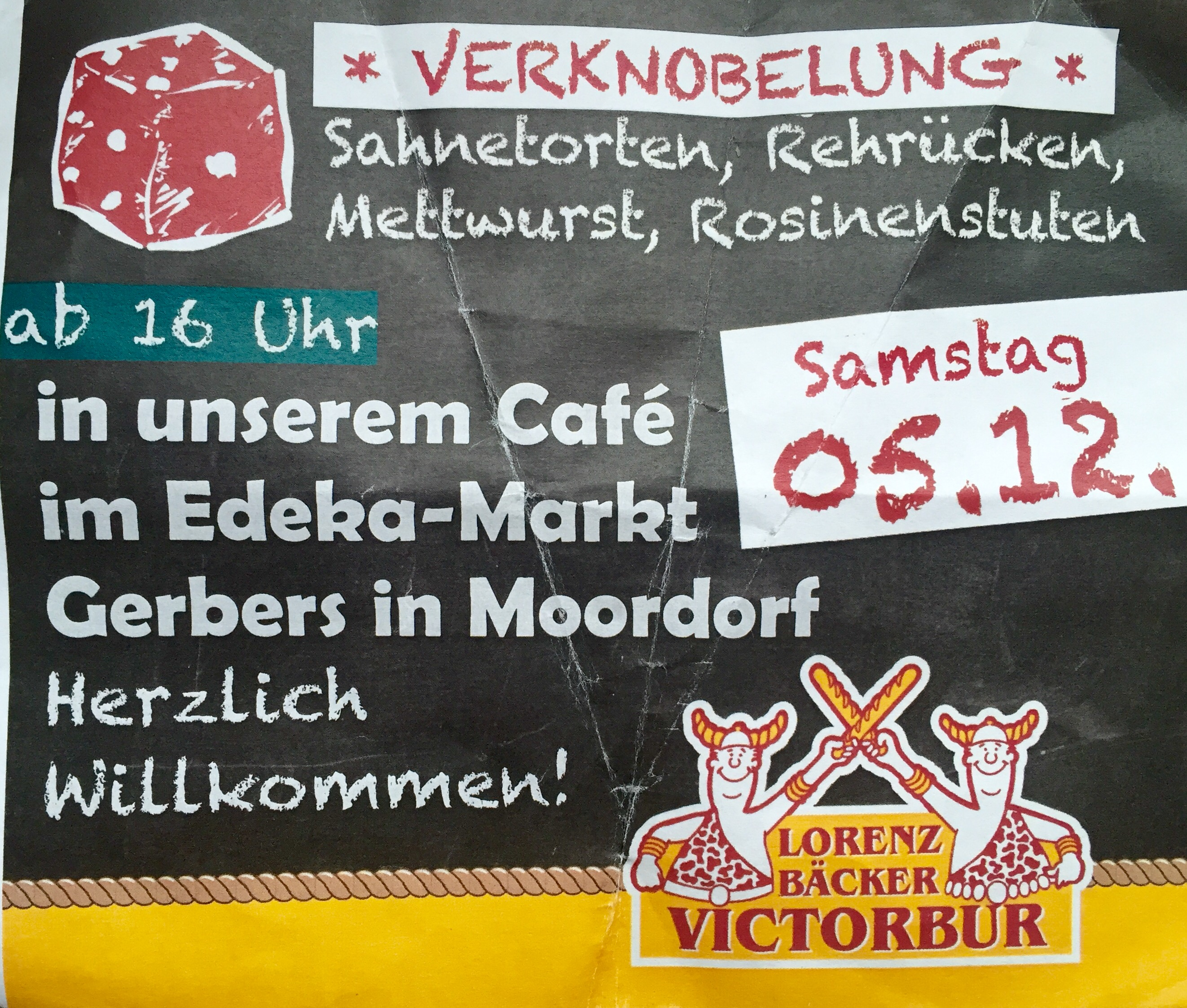
Einladung zur Verknobelung in einem Supermarkt.

Die Verknobelungen sind ein in Ostfriesland verbreiteter Brauch. Sie finden traditionell am 5. Dezember – dem Sünnerklaasfest – am Vorabend des Nikolaus-Tages statt. Das Nikolaus- oder Sünnerklaasfest hat in Ostfriesland eine hohe Bedeutung. Als Schutzpatron der Seefahrer wurde Nikolaus in der Region schon früh verehrt. Erst nach der Reformation wurde er als Gabenbringer vom Weihnachtsmann verdrängt.

## Geschichte und Spielablauf
Die Verknobelungen entwickelten sich vor mehr als 100 Jahren aus einem alten holländischen Seefahrerbrauch. Dieser soll auf ein germanisches Fest zu Ehren des Gottes Wotan zurückgehen, das später vom christlichen Nikolausfest abgelöst wurde.
Im Einzelhandel, in der Gastronomie und bei verschiedenen Organisationen und Vereinen werden am Vorabend des Nikolaustages Spieltische aufgebaut. An diesen wird um Torten, Backwaren sowie Geflügel-, Fleisch- und Wurstwaren gewürfelt. Jeder Mitspieler gibt seinen Einsatz, der in der Regel etwa einen Euro beträgt, und hat danach einen Wurf. Die Spieleinsätze richten sich beim Verknobeln nach den Gewinnen. Gewürfelt wird daher in unterschiedlich großen Gruppen und im Allgemeinen mit drei Würfeln im Lederbecher. Der Spieler, der die höchste Zahl wirft, gewinnt einen der genannten Preise. Haben mehrere Spieler die gleiche Augenzahl, so kommt es zu einem Stechen. In einer  Anweisung des Präsidiums des Regierungsbezirk Aurich vom 23. Oktober 1974 heißt es: „Die Ausspielung von Alkohol ist verboten“, was allerdings nur Auswirkungen auf die Gewinne hat. Der Konsum hingegen ist erlaubt.
Ursprünglich wurde in einer flachen Zink- oder Holzwanne gewürfelt, die früher zum Aussetzen der Milch verwendet wurde. Dies wird heute nur noch an wenigen Orten wie beispielsweise Leer praktiziert.